# Labdarúgás a 2005. évi nyári európai ifjúsági olimpiai fesztiválon
A 2005. évi nyári európai ifjúsági olimpiai fesztiválon a labdarúgó mérkőzéseket július 3. és 8. között rendezték Latisanában és San Giorgio di Nogaróban. A fesztiválon csak férfi válogatottaknak rendeztek versenyt.

## Érmesek
| A 2005. évi nyári európai ifjúsági olimpiai fesztivál érmesei férfi labdarúgásban | A 2005. évi nyári európai ifjúsági olimpiai fesztivál érmesei férfi labdarúgásban | A 2005. évi nyári európai ifjúsági olimpiai fesztivál érmesei férfi labdarúgásban | A 2005. évi nyári európai ifjúsági olimpiai fesztivál érmesei férfi labdarúgásban |
| --- | --- | --- | --------------------------------------------------------------------------------- |
| Arany | Ezüst | Bronz |                                                                                   |
| Grúzia | Olaszország | Írország |                                                                                   |
| Revaz Tevdoradze Gulverd Tomashvili Giorgi Khideshel Giorgi Elbakidze Aleks Benashvili Nukri Gogokhia Murtaz Daushvili Rati Tsinamdzghvrishvili Irakli Dzaria Zurab Gvadzabia Mirza Bzhalava Luka Dautashvili Giorgi Nikolaishvili David Janelidze Giorgi Khumarashvili Irakli Sharangia Edző: Levan Melikia | Riccardo Delfino Vincenzo Sgambato Andrea Delle Donne Andrea Mei Francesco Pambianchi Simone Loiodice Danilo D'Ambrosio Cosmo Palumbo Christian Tiboni Cristian Pasquato Antonio Piccolo Andrea Menegon Pasquale Porcaro Claudio Della Penna Antonino Barillà Michele Marconi Edző: Fabio Ferappi | Eugene Ferry John Connellan Alan Power Darren O'Connor Darren Dennehy Eoin Doyle Mark Byrne Jack Douglas Aidan Downes Alan Judge Adam Rooney Brendan Daly James O'Sullivan Patrick Bonner Steven O'Shea Kevin Mc. Ardle Edző: Carney Padraig |                                                                                   |

## Csoportkör

### A csoport
| Csapat      | M | Gy | D | V | G+ | G– | Gk | P |
| ----------- | - | -- | - | - | -- | -- | -- | - |
| Olaszország | 2 | 1  | 1 | 0 | 5  | 3  | +2 | 4 |
| Írország    | 2 | 1  | 0 | 1 | 3  | 4  | –1 | 3 |
| Finnország  | 2 | 0  | 1 | 1 | 1  | 2  | –1 | 1 |

| 2005. július 4. 20:00 |

| Olaszország | 4–2   | Írország |
| ----------- | ----- | -------- |
|             | (2–1) |          |

| San Giorgio di Nogaro |

| 2005. július 5. 20:00 |

| Finnország | 0–1               | Írország |
| ---------- | ----------------- | -------- |
|            | (0–0) Jegyzőkönyv |          |

| Latisana Játékvezető: Stefano Meroni (svájci) |

| 2005. július 6. 20:00 |

| Olaszország | 1–1   | Finnország |
| ----------- | ----- | ---------- |
|             | (1–0) |            |

| Latisana |

### B csoport
| Csapat     | M | Gy | D | V | G+ | G– | Gk | P |
| ---------- | - | -- | - | - | -- | -- | -- | - |
| Grúzia     | 2 | 1  | 1 | 0 | 4  | 3  | +1 | 4 |
| Svájc      | 2 | 1  | 0 | 1 | 7  | 3  | +4 | 3 |
| Lettország | 2 | 0  | 1 | 1 | 3  | 8  | –5 | 1 |

| 2005. július 4. 17:00 |

| Svájc | 1–2               | Grúzia |
| ----- | ----------------- | ------ |
|       | (0–2) Jegyzőkönyv |        |

| Latisana Játékvezető: Dino Tommasi (olasz) |

| 2005. július 5. 17:00 |

| Lettország | 1–6 | Svájc |
| ---------- | --- | ----- |
|            |     |       |

| San Giorgio di Nogaro |

| 2005. július 6. 17:00 |

| Grúzia | 2–2   | Lettország |
| ------ | ----- | ---------- |
|        | (0–1) |            |

| San Giorgio di Nogaro |

## Helyosztók

### 5. helyért
| 2005. július 8. 11:00 |

| Finnország    | 3–3               | Lettország |
| ------------- | ----------------- | ---------- |
|               | (2–2) Jegyzőkönyv |            |
| Büntetőpárbaj |                   |            |
|               | 4 − 2             |            |

| Latisana Játékvezető: Dino Tommasi (olasz) |

### Bronzmérkőzés
| 2005. július 8. 14:30 |

| Írország | 4–2               | Svájc |
| -------- | ----------------- | ----- |
|          | (1–1) Jegyzőkönyv |       |

| San Giorgio di Nogaro Játékvezető: Lasha Silagava (grúz) |

### Döntő
| 2005. július 8. 16:30 |

| Grúzia | 2–0               | Olaszország |
| ------ | ----------------- | ----------- |
|        | (1–0) Jegyzőkönyv |             |

| Latisana Játékvezető: Tero Nieminen (finn) |

## Végeredmény
| Helyezés | Nemzet      | M | Gy | D | V | G+ | G– | Gk | P |
| -------- | ----------- | - | -- | - | - | -- | -- | -- | - |
| Arany    | Grúzia      | 3 | 2  | 1 | 0 | 6  | 3  | +3 | 7 |
| Ezüst    | Olaszország | 3 | 1  | 1 | 1 | 5  | 5  | 0  | 4 |
|          |             |   |    |   |   |    |    |    |   |
| Bronz    | Írország    | 3 | 2  | 0 | 1 | 7  | 5  | +2 | 6 |
| 4.       | Svájc       | 3 | 1  | 0 | 2 | 9  | 7  | +2 | 3 |
|          |             |   |    |   |   |    |    |    |   |
| 5.       | Finnország  | 3 | 0  | 2 | 1 | 5  | 4  | -1 | 2 |
| 6.       | Lettország  | 3 | 0  | 2 | 1 | 6  | 11 | -5 | 2 |